# Pięciornik kurze ziele

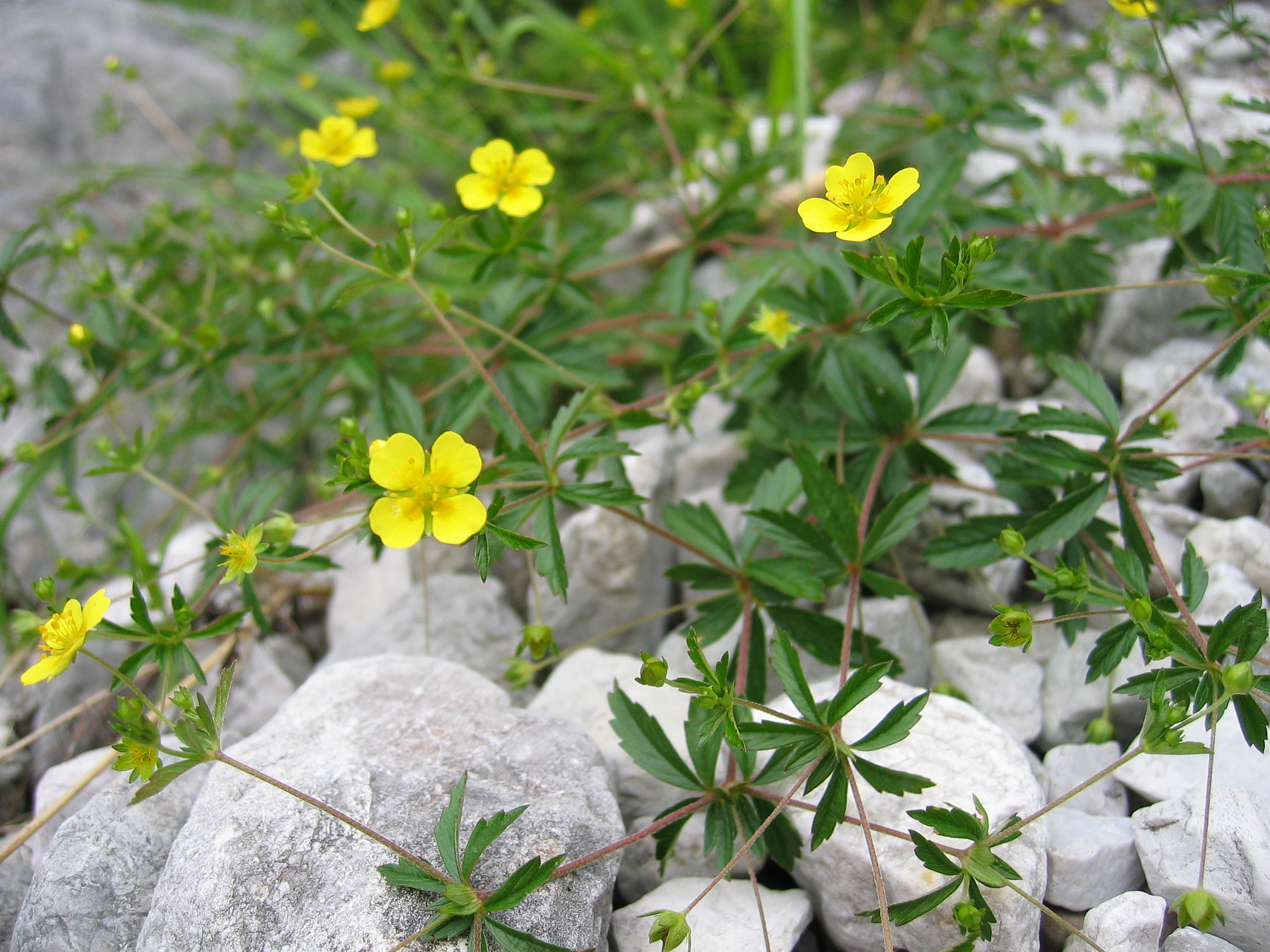
Pokrój

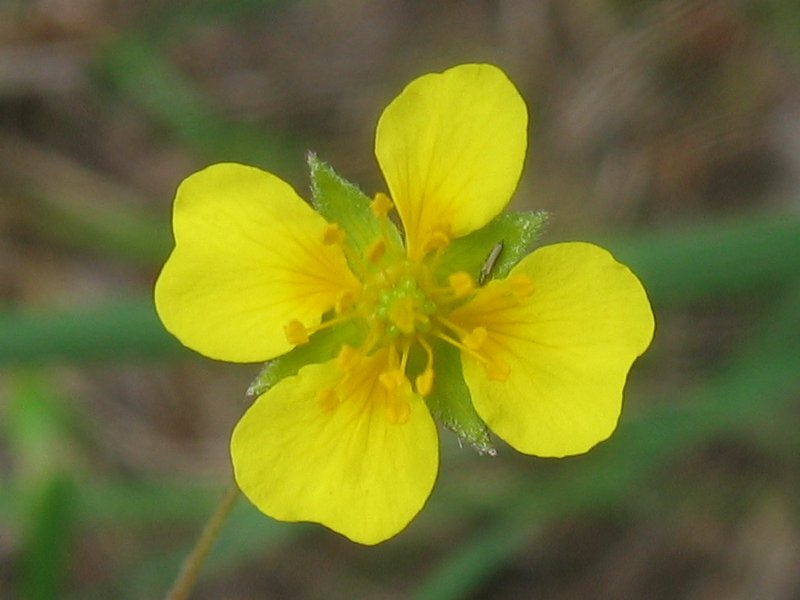
Kwiat

Pięciornik kurze ziele (Potentilla erecta) – gatunek byliny należący do rodziny różowatych (Rosaceae Juss.). Nazwy zwyczajowe: pięciornik kurzyślad, kurze ziele, panieński korzeń, pięciornik czteropłatkowy, pięciornik leśny. Rodzime obszary jego występowania to Europa i Azja, rozprzestrzenił się również w Ameryce Północnej. W Polsce jest pospolity na całym obszarze.

## Morfologia
ŁodygaWzniesiona, podnosząca się lub pokładająca, widlasto rozgałęziona. Wysokość 10–30 cm. Cała owłosiona.
LiścieOdziomkowe mają długie ogonki i składają się z 3–5 podługowato jajowatych, grubo ząbkowanych listków. Wyrastają one wczesną wiosną, podczas kwitnienia już zwykle obumierają. Liście łodygowe są 3-listkowe, o listkach karbowanych, krótkoogonkowe lub siedzące i mają duże przylistki. Liście są przylegająco owłosione.
KwiatyDrobne, wyrastające pojedynczo na długich szypułkach z wierzchołków łodygi lub kątów liści. Mają średnicę 1 cm, składają się z 4 płatków (inaczej niż u innych gatunków pięciornika, które mają 5 płatków), kielich 4-działkowy, 16 pręcików i liczne słupki na miseczkowatym dnie kwiatowym. Żółte płatki korony o odwrotnie jajowatym kształcie są na brzegach nieco wycięte.
OwoceNiełupki.
KłączeCzarnobrunatne, grube i zdrewniałe, pokryte węzłami, na przekroju poprzecznym ma czerwoną, gwiaździstą plamę. W smaku gorzkie.

## Biologia i ekologia
Rośnie w świetlistych lasach liściastych i iglastych, zarówno na glebach suchych jak i na wilgotnych, a nawet na mokrych. Występuje także na miedzach, torfowiskach, pastwiskach. Hemikryptofit występujący zarówno na niżu, jak i wysoko w górach do wysokości 2500 m n.p.m. W Tatrach maksymalnie do 1568 m n.p.m. Wymaga jednak gleb próchniczych i kwaśnych.
Roślina kwitnie od czerwca do października, zapylana jest przez błonkówki. Kłącze zawiera dużo garbników (do 20%), z których 90% to pochodne katechiny. Ponadto zawiera saponiny, fenolokwasy, czerwień tormentilową, kwasy organiczne, żywice i inne. W klasyfikacji zbiorowisk roślinnych gatunek charakterystyczny dla klasy (Cl.) Nardo-Callunetea.

## Zastosowanie
- Roślina lecznicza:
  - Surowiec zielarski farmakopealny: kłącze pięciornika – Tormentillae rhizoma[8].
  - Działanie: ma właściwości ściągające, bakteriobójcze, przeciwbiegunkowe. Wewnętrznie, w postaci odwarów lub nalewek stosuje się do leczenia biegunek, stanów zapalnych przewodu pokarmowego, zatruć. Zewnętrznie używa się do leczenia stanów zapalnych i ropnych jamy ustnej, gardła, pochwy, odbytu, sromu, świądu, czyraków, oparzeń skóry (w postaci maści, odwarów, lewatyw).
  - Także surowiec-kłącze (Tormentillae rhizoma) jako skuteczny wywar do płukania gardła przy zapaleniach.
  - Zbiór i suszenie: kłącze roślin 2–3-letnich wykopuje się jesienią lub wiosną przed rozwojem liści, myje, tnie na kawałki i suszy w temperaturze do 40 °C.
- Kłącze znajduje zastosowanie także do produkcji niektórych past do zębów.
- Dawniej z kłącza wytwarzano barwniki do farbowania tkanin na czerwono i czarno.
- Termin zbioru: Od kwietnia do maja, od września do października.

## Zmienność
Tworzy mieszańce z pięciornikiem rozścielonym.